# Argentina georgei
Argentina georgei är en fiskart som beskrevs av Cohen och Atsaides, 1969. Argentina georgei ingår i släktet Argentina och familjen guldlaxfiskar. Inga underarter finns listade i Catalogue of Life.

## Bildgalleri

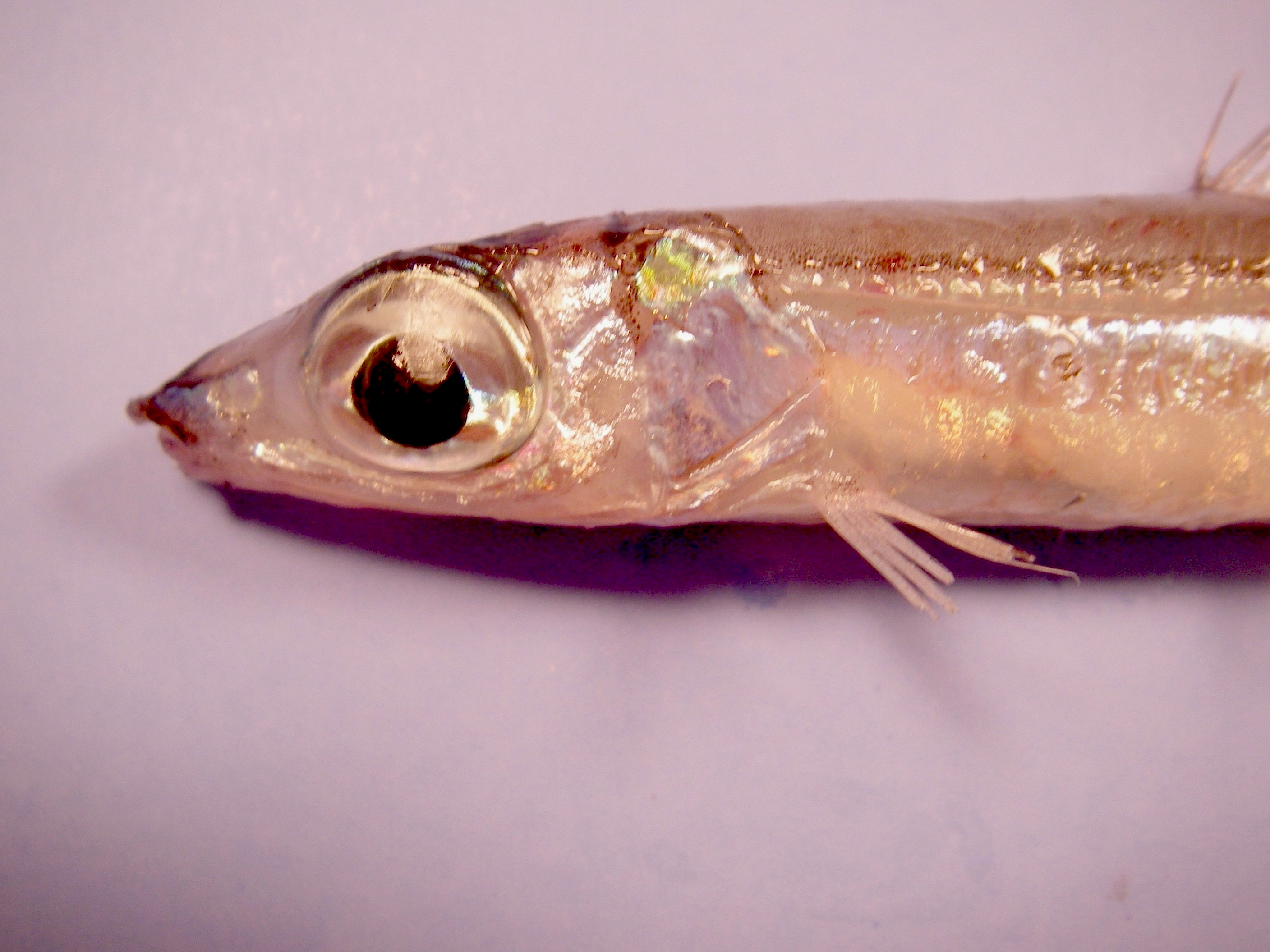